# Gaston Essengué
Gaston Essengué (Yaoundé, 10 ottobre 1983) è un cestista camerunese.

## Carriera
Con il Camerun ha disputato cinque edizioni dei Campionati africani (2007, 2009, 2011, 2013, 2015).